# زمین‌لرزه ۱۹۳۱ داگر بنک
زمین‌لرزه داگر بنک  در تاریخ ۷ ژوئن ۱۹۳۱ میلادی، برابر با ‎۱۶ خرداد ۱۳۱۰، ساعت ۱:۳۰ به زمان یوتی‌سی در انگلستان رخ داد. بزرگی آن ۶٫۱ در مقیاس ML بدست آمده‌است.
شمار کشتگان نزدیک به ۱ نفر گزارش شده‌است.